# Ciurka, Smolean
Ciurka (în bulgară Чурка) este un sat în comuna Madan, regiunea Smolean,  Bulgaria. 

## Demografie
Componența etnică a satului Ciurka
     Bulgari (18,18%)
     Nicio identificare (81,81%)
     Altele (0%)
La recensământul din 2011, populația satului Ciurka era de 110 locuitori. Nu există o etnie majoritară, locuitorii pentru care etnia este cunoscută fiind bulgari (18,18%). Pentru 81,81% din locuitori nu este cunoscută apartenența etnică.